# E3 Prijs Vlaanderen 2001
L'E3 Prijs Vlaanderen 2001, quarantaquattresima edizione della corsa, valido come evento del circuito UCI categoria 1.1, fu disputato il 31 marzo 2001 per un percorso di 209 km. Fu vinto dal belga Andrej Čmil, al traguardo in 5h08'49" alla media di 40,6 km/h.
Furono 30 i ciclisti in totale che portarono a termine il percorso entro il tempo massimo.

## Ordine d'arrivo (Top 10)
| Pos. | Corridore         | Squadra       | Tempo    |
| ---- | ----------------- | ------------- | -------- |
| 1    | Andrej Čmil       | Lotto         | 5h08'49" |
| 2    | Steffen Wesemann  | Deutsche Tel. | a 1'08"  |
| 3    | Martin Hvastija   | Alessio       | a 1'10"  |
| 4    | Jo Planckaert     | Cofidis       | a 1'16"  |
| 5    | Tristan Hoffman   | CSC           | s.t.     |
| 6    | Gabriele Balducci | Tacconi Sport | s.t.     |
| 7    | Andrej Hauptman   | Tacconi Sport | s.t.     |
| 8    | Chris Peers       | Cofidis       | s.t.     |
| 9    | Davide Casarotto  | Alessio       | s.t.     |
| 10   | Markus Zberg      | Rabobank      | s.t.     |